# Kux (Stradivarius)
Le Stradivarius Kux, également connu sous le nom Castelbarco, est un violon alto fabriqué en 1720 par le luthier de Crémone Antonio Stradivari et transformé aux alentours de 1850 par le luthier parisien Jean-Baptiste Vuillaume.
À a conception, l'instrument était un modèle hybride entre une viole d'amour et un contralto (instrument à cordes frottées qui évoluera vers l'alto). Il sera modifié vers 1850 pour devenir un alto.

## Description

### Authenticité
L'instrument original, un hybride entre une viole d'amour et un contralto (instrument à cordes frottées qui évoluera vers l'alto), qui deviendra le Stradivarius Kux a été fabriqué par le luthier crémonais Antonio Stradivari en 1720. L'étiquette à l'intérieur de la caisse mentionne ainsi l'année de fabrication et le nom latinisé d'Antonio Stradivari.

« Antonius Stradiuarius Cremonensis, faciebat anno 1715. »

— Inscription sur l'étiquette du Stradivarius Kux
Aux alentours de 1850, le luthier parisien Jean-Baptiste Vuillaume modifie profondément l'instrument pour le faire évoluer vers une forme d'alto,.
Le Stradivarius doit son appellation « Kux » ou « Castelbarco » a deux de ses propriétaires : Wilhelm Kux et le comte Cesare Castelbarco.

## Caractéristiques
Le fond du Kux a été réalisé par Jean-Baptiste Vuillaume vers 1850. Il mesure 40,7 centimètres de long et est constitué d'une seule pièce d'érable fortement ondé. Les flammes du bois sont de taille moyenne et ascendantes (vers la droite).
Le premier (niveau du cordier) et le dernier (vers le manche) tiers de l'alto ont une largeur d'environ 24,1 et 18,5 centimètres. Dans sa partie la plus étroite, la zone du chevalet, le Kux mesure 12,5 centimètres de large.
La table d'harmonie est composé de 2 pièces d'épicéa assemblées au centre de l'instrument.
Les éclisses sont dans un érable ondé similaire à celui du fond.
La tête du Kux a probablement été fabriquée par Niccolò Amati aux alentours de 1620.
Le vernis du Kux est de couleur brune orangée. La teinte est plus claire et tend vers le jaune au niveau de la tête de l'alto.
Deux analyses dendrologiques indiquent que le bois le plus jeune utilisé pour l'instrument date vraisemblablement des années 1682 ou 1683.

## Histoire
À la mort d'Antonio Stradivari en 1737, le Kux est conservé dans la famille. Il revient d'abord à son fils Paolo jusqu'en 1775 puis à son petit-fils Antonio II jusqu'aux alentours de 1805.
Le parcours de l'instrument est ensuite peu clair avant que le Kux ne réapparaisse dans la collection du comte Castelbarco. Le Kux lui est vendu par le luthier Jean-Baptiste Vuillaume vers 1850. Selon plusieurs spécialistes, il est probable que le luthier parisien ait acquis l'instrument quelques années auparavant et ait réalisé sa transformation en créant un un corps d'alto et en l'assemblant avec une tête de viole d'amour. Le comte conserve le Stradivarius jusqu'en 1862.
Les propriétaires suivants du Stradivarius Kux sont au nombre d'une dizaine et relativement bien identifiés. Parmi eux se trouvent notamment John Troutbeck ou Wilhelm Kux, qui donnera son nom à l'instrument. Durant toutes cette période, l'alto est régulièrement suivi voir possédé par des experts des Stradivarius, à l'image de l'amateur Fridolin Hamma ou des luthiers Hills & Sons et Rembert Wurlitzer.
Le Stradivarius Kux est vendu en 2022 à Londres,. La transaction est soldée pour un montant d'environ 2,5 millions de livres sterling.

## Propriétaires
Les propriétaires et musiciens attestés sont les suivants :
| Propriétaire                    | Depuis | Jusqu'en |
| ------------------------------- | ------ | -------- |
| Paolo Stradivari                | 1737   | 1775     |
| Antonio II Stradivari           | 1775   | c.1805   |
| Comte Cesare Pompeo Castelbarco | c.1850 | 1862     |
| Charles Hood Chichele Plowden   | 1862   |          |
| Charles Wesley Doyle            | c.1870 | c.1887   |
| David Johnson                   | 1887   | 1892     |
| John Troutbeck                  | 1892   | c.1897   |
| Fridolin Hamma                  | 1897   |          |
| Fridolin Hamma                  | 1897   |          |
| Leopold Geismar                 |        | 1914     |
| Wilhelm Kux                     | 1914   |          |
| Benjamin Cooper                 | 1958   | c.1968   |
| Anonyme                         | 1968   |          |
| Anonyme                         |        | 2022     |
| Anonyme                         | 2022   |          |